# Sarah Hardcastle
Sarah Lucy Hardcastle, nach Heirat Sarah Thomas, (* 9. April 1969 in Chelmsford) ist eine ehemalige britische Schwimmerin. Sie gewann je eine olympische Silber- und Bronzemedaille, eine Bronzemedaille bei Weltmeisterschaften sowie eine Silbermedaille und zwei Bronzemedaillen bei Europameisterschaften. Bei Commonwealth Games erhielt sie je zwei Gold-, Silber- und Bronzemedaillen.

## Karriere
Sarah Hardcastle hatte bei den Commonwealth Games 1982 in Brisbane den siebten Platz über 400 Meter Lagen und den fünften Platz über 800 Meter Freistil erreicht. Sie belegte bei den Schwimmeuropameisterschaften 1983 in Rom den siebten Platz über 400 Meter Freistil. Über 800 Meter Freistil erschwamm sie die Bronzemedaille hinter Astrid Strauß und Anke Sonnenbrodt aus der DDR. 1984 bei den Olympischen Spielen in Los Angeles trat Hardcastle in drei Disziplinen an. Über 400 Meter Lagen verpasste sie den Einzug ins A-Finale und belegte als Siegerin des B-Finales den neunten Platz. Über 400 Meter Freistil siegte Tiffany Cohen aus den Vereinigten Staaten mit drei Sekunden Vorsprung auf Sarah Hardcastle, die ihrerseits eine Sekunde Vorsprung auf ihre Landsfrau June Croft hatte. Über 800 Meter Freistil gewann Tiffany Cohen mit fast sechs Sekunden Vorsprung auf ihre Landsfrau Michele Richardson, Hardcastle erhielt mit knapp zwei Sekunden Rückstand auf Richardson die Bronzemedaille.
1985 erreichte Sarah Hardcastle den sechsten Platz über 400 Meter Freistil bei den Schwimmeuropameisterschaften 1985 in Sofia. Über 800 Meter siegte Astrid Strauß mit 0,12 Sekunden Vorsprung vor Sarah Hardcastle. Die Gewinnerin der Bronzemedaille, Anke Möhring aus der DDR, hatte über acht Sekunden Rückstand auf Strauß und Hardcastle. 1986 bei den Commonwealth Games in Edinburgh erschwamm Hardcastle vier Medaillen. Sie siegte über 400 und 800 Meter Freistil, schlug als Dritte über 400 Meter Lagen an und gewann hinter den Australierinnen Silber mit der englischen 4-mal-200-Meter-Freistilstaffel in der Besetzung Annabelle Cripps, Karen Mellor, Sarah Hardcastle und Zara Long. Kurz nach den Commonwealth Games fanden in Madrid die Schwimmweltmeisterschaften 1986 statt. Die britische 4-mal-200-Meter-Freistilstaffel mit Annabelle Cripps, Sarah Hardcastle, Karen Mellor und Ruth Gilfailan belegte den sechsten Platz. Über 400 Meter Freistil siegte Heike Friedrich vor Astrid Strauß (beide DDR) und Sarah Hardcastle. Über 800 Meter Freistil erreichte Hardcastle den fünften Platz. Danach beendete Sarah Hardcastle im Alter von 17 Jahren vorläufig ihre Leistungssport-Karriere.
Sechs Jahre später kehrte Hardcastle zurück. Bei den Schwimmeuropameisterschaften 1993 in Sheffield gewann die britische 4-mal-200-Meter-Freistilstaffel mit Karen Pickering, Claire Huddart, Debbie Armitage und Sarah Hardcastle die Bronzemedaille hinter den Staffeln aus Deutschland und Schweden. Über 400 Meter Freistil belegte Hardcastle den sechsten und über 800 Meter Freistil den achten Platz. 1994 bei den Commonwealth Games in Victoria erschwamm Hardcastle die Bronzemedaille über 400 Meter Freistil und belegte den fünften Platz über 800 Meter Freistil. Die englische 4-mal-200-Meter-Freistilstaffel mit Alexandra Bennett, Claire Huddart, Karin Pickering und Sarah Hardcastle gewann die Silbermedaille hinter den Australierinnen. Bei den Schwimmweltmeisterschaften 1994 belegte Hardcastle den 16. Platz über 400 Meter Freistil und den 33. Platz über 800 Meter Freistil.
1995 erreichte Hardcastle den siebten Platz über 800 Meter Freistil bei den Europameisterschaften in Wien. Ende 1995 fanden in Rio de Janeiro die Kurzbahnweltmeisterschaften statt, an denen allerdings die Vereinigten Staaten nicht teilnahmen. Hardcastle siegte über 800 Meter Freistil und wurde Dritte über 400 Meter Freistil. Zwölf Jahre nach ihrer ersten Olympiateilnahme qualifizierte sich Sarah Hardcastle für die Olympischen Spiele in Atlanta. Über 400 Meter Lagen erreichte Hardcastle in der Qualifikation nur den 19. Platz. Über 400 Meter Freistil verpasste Hardcastle das A-Finale und belegte als Siegerin des B-Finales den neunten Platz. Schließlich erreichte sie über 800 Meter Freistil das A-Finale mit der viertbesten Vorlaufzeit, konnte ihre Vorlaufleistung aber im Endlauf nicht wiederholen und belegte den achten Rang.
Sarah Hardcastle heiratete und wanderte nach Neuseeland aus, wo sie als Sport- und Fitnesslehrerin tätig war. Ihre Tochter Eve Thomas nahm für Neuseeland an Olympischen Spielen teil.